# Naja melanoleuca
Naja melanoleuca, também conhecida como cobra-da-floresta, é uma espécie de serpente altamente venenosa da família Elapidae. Nativa da África, ocorre principalmente nas regiões central e ocidental do continente. É a maior espécie do gênero Naja, com um comprimento recorde de 3,2 m.
Embora prefira florestas de baixa altitude e savanas úmidas, essa cobra é altamente adaptável e pode ser encontrada em climas mais secos dentro de sua área de distribuição geográfica. É uma excelente nadadora e frequentemente considerada semi-aquática. A cobra-da-floresta é generalista em seus hábitos alimentares, com uma dieta variada que inclui desde grandes insetos até pequenos mamíferos e outros répteis. É uma espécie alerta, nervosa e considerada de importância médica significativa. Quando acuada ou provocada, assume a postura típica de alerta das cobras, erguendo a parte anterior do corpo, expandindo o pescoço e formando um capuz estreito e sibilando alto. Mordidas em humanos são menos comuns do que as de outras cobras africanas, devido a diversos fatores, mas uma mordida dessa espécie é uma emergência médica potencialmente fatal.

## Taxonomia e evolução
A espécie é classificada no gênero Naja da família Elapidae. Naja melanoleuca foi descrita pela primeira vez pelo herpetologista americano Edward Hallowell em 1857. O nome genérico Naja é uma latinização da palavra sânscrita nāgá (नाग), que significa "cobra". O epíteto específico melanoleuca vem do grego antigo e significa "de preto e branco". A palavra melano é grega para "preto", enquanto leuca deriva do grego para "branco".
O gênero Naja foi descrito por Josephus Nicolaus Laurenti em 1768. O gênero Naja foi dividido em vários subgêneros com base em fatores como morfologia, dieta e habitat. Naja melanoleuca pertence ao subgênero Boulengerina, junto com três outras espécies: Naja annulata, Naja christyi e Naja multifasciata. Esse subgênero é caracterizado por sua restrição a habitats de florestas e bordas de florestas da África central e ocidental. Essas espécies são mais aquáticas e se alimentam principalmente de animais aquáticos. As espécies do subgênero Boulengerina apresentam grande diversidade em tamanho, desde a N. melanoleuca, que pode atingir quase 2,7 m, até a N. multifasciata, que geralmente não ultrapassa 0,8 m de comprimento.
O cladograma abaixo ilustra a taxonomia e as relações entre as espécies de Naja:
|  | Naja (Naja) kaouthia [en] |
|  |                           |
|  | Naja (Naja) atra          |
|  |                           |

|  | Naja (Naja) mandalayensis [en] |
|  |                                |
|  | Naja (Naja) siamensis [en]     |
|  |                                |
|  | Naja (Naja) sputatrix          |
|  |                                |

|  | Naja (Naja) kaouthia [en] |
|  |                           |
|  | Naja (Naja) atra          |
|  |                           |

|  | Naja (Naja) mandalayensis [en] |
|  |                                |
|  | Naja (Naja) siamensis [en]     |
|  |                                |
|  | Naja (Naja) sputatrix          |
|  |                                |

|  | Naja (Naja) kaouthia [en] |
|  |                           |
|  | Naja (Naja) atra          |
|  |                           |

|  | Naja (Naja) mandalayensis [en] |
|  |                                |
|  | Naja (Naja) siamensis [en]     |
|  |                                |
|  | Naja (Naja) sputatrix          |
|  |                                |

|  | Naja (Naja) kaouthia [en] |
|  |                           |
|  | Naja (Naja) atra          |
|  |                           |

|  | Naja (Naja) mandalayensis [en] |
|  |                                |
|  | Naja (Naja) siamensis [en]     |
|  |                                |
|  | Naja (Naja) sputatrix          |
|  |                                |

|  | Naja (Afronaja) pallida |
|  |                         |
|  | Naja (Afronaja) nubiae  |
|  |                         |

|  | Naja (Afronaja) ashei                                                                                |
|  | |
|  | \| \| Naja (Afronaja) mossambica [en] \| \| \| \| \| \| Naja (Afronaja) nigricincta [en] \| \| \| \| |
|  | |
|  | Naja (Afronaja) mossambica [en]                                                                      |
|  | |
|  | Naja (Afronaja) nigricincta [en]                                                                     |
|  | |

|  | Naja (Afronaja) mossambica [en]  |
|  |                                  |
|  | Naja (Afronaja) nigricincta [en] |
|  |                                  |

|  | Naja (Afronaja) ashei                                                                                |
|  | |
|  | \| \| Naja (Afronaja) mossambica [en] \| \| \| \| \| \| Naja (Afronaja) nigricincta [en] \| \| \| \| |
|  | |
|  | Naja (Afronaja) mossambica [en]                                                                      |
|  | |
|  | Naja (Afronaja) nigricincta [en]                                                                     |
|  | |

|  | Naja (Afronaja) mossambica [en]  |
|  |                                  |
|  | Naja (Afronaja) nigricincta [en] |
|  |                                  |

|  | Naja (Afronaja) ashei                                                                                |
|  | |
|  | \| \| Naja (Afronaja) mossambica [en] \| \| \| \| \| \| Naja (Afronaja) nigricincta [en] \| \| \| \| |
|  | |
|  | Naja (Afronaja) mossambica [en]                                                                      |
|  | |
|  | Naja (Afronaja) nigricincta [en]                                                                     |
|  | |

|  | Naja (Afronaja) mossambica [en]  |
|  |                                  |
|  | Naja (Afronaja) nigricincta [en] |
|  |                                  |

|  | Naja (Afronaja) ashei                                                                                |
|  | |
|  | \| \| Naja (Afronaja) mossambica [en] \| \| \| \| \| \| Naja (Afronaja) nigricincta [en] \| \| \| \| |
|  | |
|  | Naja (Afronaja) mossambica [en]                                                                      |
|  | |
|  | Naja (Afronaja) nigricincta [en]                                                                     |
|  | |

|  | Naja (Afronaja) mossambica [en]  |
|  |                                  |
|  | Naja (Afronaja) nigricincta [en] |
|  |                                  |

|  | Naja (Afronaja) pallida |
|  |                         |
|  | Naja (Afronaja) nubiae  |
|  |                         |

|  | Naja (Afronaja) ashei                                                                                |
|  | |
|  | \| \| Naja (Afronaja) mossambica [en] \| \| \| \| \| \| Naja (Afronaja) nigricincta [en] \| \| \| \| |
|  | |
|  | Naja (Afronaja) mossambica [en]                                                                      |
|  | |
|  | Naja (Afronaja) nigricincta [en]                                                                     |
|  | |

|  | Naja (Afronaja) mossambica [en]  |
|  |                                  |
|  | Naja (Afronaja) nigricincta [en] |
|  |                                  |

|  | Naja (Afronaja) ashei                                                                                |
|  | |
|  | \| \| Naja (Afronaja) mossambica [en] \| \| \| \| \| \| Naja (Afronaja) nigricincta [en] \| \| \| \| |
|  | |
|  | Naja (Afronaja) mossambica [en]                                                                      |
|  | |
|  | Naja (Afronaja) nigricincta [en]                                                                     |
|  | |

|  | Naja (Afronaja) mossambica [en]  |
|  |                                  |
|  | Naja (Afronaja) nigricincta [en] |
|  |                                  |

|  | Naja (Afronaja) ashei                                                                                |
|  | |
|  | \| \| Naja (Afronaja) mossambica [en] \| \| \| \| \| \| Naja (Afronaja) nigricincta [en] \| \| \| \| |
|  | |
|  | Naja (Afronaja) mossambica [en]                                                                      |
|  | |
|  | Naja (Afronaja) nigricincta [en]                                                                     |
|  | |

|  | Naja (Afronaja) mossambica [en]  |
|  |                                  |
|  | Naja (Afronaja) nigricincta [en] |
|  |                                  |

|  | Naja (Afronaja) ashei                                                                                |
|  | |
|  | \| \| Naja (Afronaja) mossambica [en] \| \| \| \| \| \| Naja (Afronaja) nigricincta [en] \| \| \| \| |
|  | |
|  | Naja (Afronaja) mossambica [en]                                                                      |
|  | |
|  | Naja (Afronaja) nigricincta [en]                                                                     |
|  | |

|  | Naja (Afronaja) mossambica [en]  |
|  |                                  |
|  | Naja (Afronaja) nigricincta [en] |
|  |                                  |

|  | \| \| Naja (Boulengerina) christyi [en] \| \| \| \| \| \| Naja (Boulengerina) annulata [en] \| \| \| \| |
|  | |
|  | Naja (Boulengerina) melanoleuca                                                                         |
|  | |
|  | Naja (Boulengerina) christyi [en]                                                                       |
|  | |
|  | Naja (Boulengerina) annulata [en]                                                                       |
|  | |

|  | Naja (Boulengerina) christyi [en] |
|  |                                   |
|  | Naja (Boulengerina) annulata [en] |
|  |                                   |

|  | \| \| Naja (Boulengerina) christyi [en] \| \| \| \| \| \| Naja (Boulengerina) annulata [en] \| \| \| \| |
|  | |
|  | Naja (Boulengerina) melanoleuca                                                                         |
|  | |
|  | Naja (Boulengerina) christyi [en]                                                                       |
|  | |
|  | Naja (Boulengerina) annulata [en]                                                                       |
|  | |

|  | Naja (Boulengerina) christyi [en] |
|  |                                   |
|  | Naja (Boulengerina) annulata [en] |
|  |                                   |

|  | Naja (Uraeus) haje    |
|  |                       |
|  | Naja (Uraeus) arabica |
|  |                       |

|  | Naja (Uraeus) annulifera [en] |
|  |                               |
|  | Naja (Uraeus) anchietae       |
|  |                               |

|  | Naja (Uraeus) haje    |
|  |                       |
|  | Naja (Uraeus) arabica |
|  |                       |

|  | Naja (Uraeus) annulifera [en] |
|  |                               |
|  | Naja (Uraeus) anchietae       |
|  |                               |

|  | Naja (Uraeus) haje    |
|  |                       |
|  | Naja (Uraeus) arabica |
|  |                       |

|  | Naja (Uraeus) annulifera [en] |
|  |                               |
|  | Naja (Uraeus) anchietae       |
|  |                               |

|  | Naja (Uraeus) haje    |
|  |                       |
|  | Naja (Uraeus) arabica |
|  |                       |

|  | Naja (Uraeus) annulifera [en] |
|  |                               |
|  | Naja (Uraeus) anchietae       |
|  |                               |

|  | \| \| Naja (Boulengerina) christyi [en] \| \| \| \| \| \| Naja (Boulengerina) annulata [en] \| \| \| \| |
|  | |
|  | Naja (Boulengerina) melanoleuca                                                                         |
|  | |
|  | Naja (Boulengerina) christyi [en]                                                                       |
|  | |
|  | Naja (Boulengerina) annulata [en]                                                                       |
|  | |

|  | Naja (Boulengerina) christyi [en] |
|  |                                   |
|  | Naja (Boulengerina) annulata [en] |
|  |                                   |

|  | \| \| Naja (Boulengerina) christyi [en] \| \| \| \| \| \| Naja (Boulengerina) annulata [en] \| \| \| \| |
|  | |
|  | Naja (Boulengerina) melanoleuca                                                                         |
|  | |
|  | Naja (Boulengerina) christyi [en]                                                                       |
|  | |
|  | Naja (Boulengerina) annulata [en]                                                                       |
|  | |

|  | Naja (Boulengerina) christyi [en] |
|  |                                   |
|  | Naja (Boulengerina) annulata [en] |
|  |                                   |

|  | Naja (Uraeus) haje    |
|  |                       |
|  | Naja (Uraeus) arabica |
|  |                       |

|  | Naja (Uraeus) annulifera [en] |
|  |                               |
|  | Naja (Uraeus) anchietae       |
|  |                               |

|  | Naja (Uraeus) haje    |
|  |                       |
|  | Naja (Uraeus) arabica |
|  |                       |

|  | Naja (Uraeus) annulifera [en] |
|  |                               |
|  | Naja (Uraeus) anchietae       |
|  |                               |

|  | Naja (Uraeus) haje    |
|  |                       |
|  | Naja (Uraeus) arabica |
|  |                       |

|  | Naja (Uraeus) annulifera [en] |
|  |                               |
|  | Naja (Uraeus) anchietae       |
|  |                               |

|  | Naja (Uraeus) haje    |
|  |                       |
|  | Naja (Uraeus) arabica |
|  |                       |

|  | Naja (Uraeus) annulifera [en] |
|  |                               |
|  | Naja (Uraeus) anchietae       |
|  |                               |

|  | Naja (Afronaja) pallida |
|  |                         |
|  | Naja (Afronaja) nubiae  |
|  |                         |

|  | Naja (Afronaja) ashei                                                                                |
|  | |
|  | \| \| Naja (Afronaja) mossambica [en] \| \| \| \| \| \| Naja (Afronaja) nigricincta [en] \| \| \| \| |
|  | |
|  | Naja (Afronaja) mossambica [en]                                                                      |
|  | |
|  | Naja (Afronaja) nigricincta [en]                                                                     |
|  | |

|  | Naja (Afronaja) mossambica [en]  |
|  |                                  |
|  | Naja (Afronaja) nigricincta [en] |
|  |                                  |

|  | Naja (Afronaja) ashei                                                                                |
|  | |
|  | \| \| Naja (Afronaja) mossambica [en] \| \| \| \| \| \| Naja (Afronaja) nigricincta [en] \| \| \| \| |
|  | |
|  | Naja (Afronaja) mossambica [en]                                                                      |
|  | |
|  | Naja (Afronaja) nigricincta [en]                                                                     |
|  | |

|  | Naja (Afronaja) mossambica [en]  |
|  |                                  |
|  | Naja (Afronaja) nigricincta [en] |
|  |                                  |

|  | Naja (Afronaja) ashei                                                                                |
|  | |
|  | \| \| Naja (Afronaja) mossambica [en] \| \| \| \| \| \| Naja (Afronaja) nigricincta [en] \| \| \| \| |
|  | |
|  | Naja (Afronaja) mossambica [en]                                                                      |
|  | |
|  | Naja (Afronaja) nigricincta [en]                                                                     |
|  | |

|  | Naja (Afronaja) mossambica [en]  |
|  |                                  |
|  | Naja (Afronaja) nigricincta [en] |
|  |                                  |

|  | Naja (Afronaja) ashei                                                                                |
|  | |
|  | \| \| Naja (Afronaja) mossambica [en] \| \| \| \| \| \| Naja (Afronaja) nigricincta [en] \| \| \| \| |
|  | |
|  | Naja (Afronaja) mossambica [en]                                                                      |
|  | |
|  | Naja (Afronaja) nigricincta [en]                                                                     |
|  | |

|  | Naja (Afronaja) mossambica [en]  |
|  |                                  |
|  | Naja (Afronaja) nigricincta [en] |
|  |                                  |

|  | Naja (Afronaja) pallida |
|  |                         |
|  | Naja (Afronaja) nubiae  |
|  |                         |

|  | Naja (Afronaja) ashei                                                                                |
|  | |
|  | \| \| Naja (Afronaja) mossambica [en] \| \| \| \| \| \| Naja (Afronaja) nigricincta [en] \| \| \| \| |
|  | |
|  | Naja (Afronaja) mossambica [en]                                                                      |
|  | |
|  | Naja (Afronaja) nigricincta [en]                                                                     |
|  | |

|  | Naja (Afronaja) mossambica [en]  |
|  |                                  |
|  | Naja (Afronaja) nigricincta [en] |
|  |                                  |

|  | Naja (Afronaja) ashei                                                                                |
|  | |
|  | \| \| Naja (Afronaja) mossambica [en] \| \| \| \| \| \| Naja (Afronaja) nigricincta [en] \| \| \| \| |
|  | |
|  | Naja (Afronaja) mossambica [en]                                                                      |
|  | |
|  | Naja (Afronaja) nigricincta [en]                                                                     |
|  | |

|  | Naja (Afronaja) mossambica [en]  |
|  |                                  |
|  | Naja (Afronaja) nigricincta [en] |
|  |                                  |

|  | Naja (Afronaja) ashei                                                                                |
|  | |
|  | \| \| Naja (Afronaja) mossambica [en] \| \| \| \| \| \| Naja (Afronaja) nigricincta [en] \| \| \| \| |
|  | |
|  | Naja (Afronaja) mossambica [en]                                                                      |
|  | |
|  | Naja (Afronaja) nigricincta [en]                                                                     |
|  | |

|  | Naja (Afronaja) mossambica [en]  |
|  |                                  |
|  | Naja (Afronaja) nigricincta [en] |
|  |                                  |

|  | Naja (Afronaja) ashei                                                                                |
|  | |
|  | \| \| Naja (Afronaja) mossambica [en] \| \| \| \| \| \| Naja (Afronaja) nigricincta [en] \| \| \| \| |
|  | |
|  | Naja (Afronaja) mossambica [en]                                                                      |
|  | |
|  | Naja (Afronaja) nigricincta [en]                                                                     |
|  | |

|  | Naja (Afronaja) mossambica [en]  |
|  |                                  |
|  | Naja (Afronaja) nigricincta [en] |
|  |                                  |

|  | \| \| Naja (Boulengerina) christyi [en] \| \| \| \| \| \| Naja (Boulengerina) annulata [en] \| \| \| \| |
|  | |
|  | Naja (Boulengerina) melanoleuca                                                                         |
|  | |
|  | Naja (Boulengerina) christyi [en]                                                                       |
|  | |
|  | Naja (Boulengerina) annulata [en]                                                                       |
|  | |

|  | Naja (Boulengerina) christyi [en] |
|  |                                   |
|  | Naja (Boulengerina) annulata [en] |
|  |                                   |

|  | \| \| Naja (Boulengerina) christyi [en] \| \| \| \| \| \| Naja (Boulengerina) annulata [en] \| \| \| \| |
|  | |
|  | Naja (Boulengerina) melanoleuca                                                                         |
|  | |
|  | Naja (Boulengerina) christyi [en]                                                                       |
|  | |
|  | Naja (Boulengerina) annulata [en]                                                                       |
|  | |

|  | Naja (Boulengerina) christyi [en] |
|  |                                   |
|  | Naja (Boulengerina) annulata [en] |
|  |                                   |

|  | Naja (Uraeus) haje    |
|  |                       |
|  | Naja (Uraeus) arabica |
|  |                       |

|  | Naja (Uraeus) annulifera [en] |
|  |                               |
|  | Naja (Uraeus) anchietae       |
|  |                               |

|  | Naja (Uraeus) haje    |
|  |                       |
|  | Naja (Uraeus) arabica |
|  |                       |

|  | Naja (Uraeus) annulifera [en] |
|  |                               |
|  | Naja (Uraeus) anchietae       |
|  |                               |

|  | Naja (Uraeus) haje    |
|  |                       |
|  | Naja (Uraeus) arabica |
|  |                       |

|  | Naja (Uraeus) annulifera [en] |
|  |                               |
|  | Naja (Uraeus) anchietae       |
|  |                               |

|  | Naja (Uraeus) haje    |
|  |                       |
|  | Naja (Uraeus) arabica |
|  |                       |

|  | Naja (Uraeus) annulifera [en] |
|  |                               |
|  | Naja (Uraeus) anchietae       |
|  |                               |

|  | \| \| Naja (Boulengerina) christyi [en] \| \| \| \| \| \| Naja (Boulengerina) annulata [en] \| \| \| \| |
|  | |
|  | Naja (Boulengerina) melanoleuca                                                                         |
|  | |
|  | Naja (Boulengerina) christyi [en]                                                                       |
|  | |
|  | Naja (Boulengerina) annulata [en]                                                                       |
|  | |

|  | Naja (Boulengerina) christyi [en] |
|  |                                   |
|  | Naja (Boulengerina) annulata [en] |
|  |                                   |

|  | \| \| Naja (Boulengerina) christyi [en] \| \| \| \| \| \| Naja (Boulengerina) annulata [en] \| \| \| \| |
|  | |
|  | Naja (Boulengerina) melanoleuca                                                                         |
|  | |
|  | Naja (Boulengerina) christyi [en]                                                                       |
|  | |
|  | Naja (Boulengerina) annulata [en]                                                                       |
|  | |

|  | Naja (Boulengerina) christyi [en] |
|  |                                   |
|  | Naja (Boulengerina) annulata [en] |
|  |                                   |

|  | Naja (Uraeus) haje    |
|  |                       |
|  | Naja (Uraeus) arabica |
|  |                       |

|  | Naja (Uraeus) annulifera [en] |
|  |                               |
|  | Naja (Uraeus) anchietae       |
|  |                               |

|  | Naja (Uraeus) haje    |
|  |                       |
|  | Naja (Uraeus) arabica |
|  |                       |

|  | Naja (Uraeus) annulifera [en] |
|  |                               |
|  | Naja (Uraeus) anchietae       |
|  |                               |

|  | Naja (Uraeus) haje    |
|  |                       |
|  | Naja (Uraeus) arabica |
|  |                       |

|  | Naja (Uraeus) annulifera [en] |
|  |                               |
|  | Naja (Uraeus) anchietae       |
|  |                               |

|  | Naja (Uraeus) haje    |
|  |                       |
|  | Naja (Uraeus) arabica |
|  |                       |

|  | Naja (Uraeus) annulifera [en] |
|  |                               |
|  | Naja (Uraeus) anchietae       |
|  |                               |

|  | Naja (Naja) kaouthia [en] |
|  |                           |
|  | Naja (Naja) atra          |
|  |                           |

|  | Naja (Naja) mandalayensis [en] |
|  |                                |
|  | Naja (Naja) siamensis [en]     |
|  |                                |
|  | Naja (Naja) sputatrix          |
|  |                                |

|  | Naja (Naja) kaouthia [en] |
|  |                           |
|  | Naja (Naja) atra          |
|  |                           |

|  | Naja (Naja) mandalayensis [en] |
|  |                                |
|  | Naja (Naja) siamensis [en]     |
|  |                                |
|  | Naja (Naja) sputatrix          |
|  |                                |

|  | Naja (Naja) kaouthia [en] |
|  |                           |
|  | Naja (Naja) atra          |
|  |                           |

|  | Naja (Naja) mandalayensis [en] |
|  |                                |
|  | Naja (Naja) siamensis [en]     |
|  |                                |
|  | Naja (Naja) sputatrix          |
|  |                                |

|  | Naja (Naja) kaouthia [en] |
|  |                           |
|  | Naja (Naja) atra          |
|  |                           |

|  | Naja (Naja) mandalayensis [en] |
|  |                                |
|  | Naja (Naja) siamensis [en]     |
|  |                                |
|  | Naja (Naja) sputatrix          |
|  |                                |

|  | Naja (Afronaja) pallida |
|  |                         |
|  | Naja (Afronaja) nubiae  |
|  |                         |

|  | Naja (Afronaja) ashei                                                                                |
|  | |
|  | \| \| Naja (Afronaja) mossambica [en] \| \| \| \| \| \| Naja (Afronaja) nigricincta [en] \| \| \| \| |
|  | |
|  | Naja (Afronaja) mossambica [en]                                                                      |
|  | |
|  | Naja (Afronaja) nigricincta [en]                                                                     |
|  | |

|  | Naja (Afronaja) mossambica [en]  |
|  |                                  |
|  | Naja (Afronaja) nigricincta [en] |
|  |                                  |

|  | Naja (Afronaja) ashei                                                                                |
|  | |
|  | \| \| Naja (Afronaja) mossambica [en] \| \| \| \| \| \| Naja (Afronaja) nigricincta [en] \| \| \| \| |
|  | |
|  | Naja (Afronaja) mossambica [en]                                                                      |
|  | |
|  | Naja (Afronaja) nigricincta [en]                                                                     |
|  | |

|  | Naja (Afronaja) mossambica [en]  |
|  |                                  |
|  | Naja (Afronaja) nigricincta [en] |
|  |                                  |

|  | Naja (Afronaja) ashei                                                                                |
|  | |
|  | \| \| Naja (Afronaja) mossambica [en] \| \| \| \| \| \| Naja (Afronaja) nigricincta [en] \| \| \| \| |
|  | |
|  | Naja (Afronaja) mossambica [en]                                                                      |
|  | |
|  | Naja (Afronaja) nigricincta [en]                                                                     |
|  | |

|  | Naja (Afronaja) mossambica [en]  |
|  |                                  |
|  | Naja (Afronaja) nigricincta [en] |
|  |                                  |

|  | Naja (Afronaja) ashei                                                                                |
|  | |
|  | \| \| Naja (Afronaja) mossambica [en] \| \| \| \| \| \| Naja (Afronaja) nigricincta [en] \| \| \| \| |
|  | |
|  | Naja (Afronaja) mossambica [en]                                                                      |
|  | |
|  | Naja (Afronaja) nigricincta [en]                                                                     |
|  | |

|  | Naja (Afronaja) mossambica [en]  |
|  |                                  |
|  | Naja (Afronaja) nigricincta [en] |
|  |                                  |

|  | Naja (Afronaja) pallida |
|  |                         |
|  | Naja (Afronaja) nubiae  |
|  |                         |

|  | Naja (Afronaja) ashei                                                                                |
|  | |
|  | \| \| Naja (Afronaja) mossambica [en] \| \| \| \| \| \| Naja (Afronaja) nigricincta [en] \| \| \| \| |
|  | |
|  | Naja (Afronaja) mossambica [en]                                                                      |
|  | |
|  | Naja (Afronaja) nigricincta [en]                                                                     |
|  | |

|  | Naja (Afronaja) mossambica [en]  |
|  |                                  |
|  | Naja (Afronaja) nigricincta [en] |
|  |                                  |

|  | Naja (Afronaja) ashei                                                                                |
|  | |
|  | \| \| Naja (Afronaja) mossambica [en] \| \| \| \| \| \| Naja (Afronaja) nigricincta [en] \| \| \| \| |
|  | |
|  | Naja (Afronaja) mossambica [en]                                                                      |
|  | |
|  | Naja (Afronaja) nigricincta [en]                                                                     |
|  | |

|  | Naja (Afronaja) mossambica [en]  |
|  |                                  |
|  | Naja (Afronaja) nigricincta [en] |
|  |                                  |

|  | Naja (Afronaja) ashei                                                                                |
|  | |
|  | \| \| Naja (Afronaja) mossambica [en] \| \| \| \| \| \| Naja (Afronaja) nigricincta [en] \| \| \| \| |
|  | |
|  | Naja (Afronaja) mossambica [en]                                                                      |
|  | |
|  | Naja (Afronaja) nigricincta [en]                                                                     |
|  | |

|  | Naja (Afronaja) mossambica [en]  |
|  |                                  |
|  | Naja (Afronaja) nigricincta [en] |
|  |                                  |

|  | Naja (Afronaja) ashei                                                                                |
|  | |
|  | \| \| Naja (Afronaja) mossambica [en] \| \| \| \| \| \| Naja (Afronaja) nigricincta [en] \| \| \| \| |
|  | |
|  | Naja (Afronaja) mossambica [en]                                                                      |
|  | |
|  | Naja (Afronaja) nigricincta [en]                                                                     |
|  | |

|  | Naja (Afronaja) mossambica [en]  |
|  |                                  |
|  | Naja (Afronaja) nigricincta [en] |
|  |                                  |

|  | \| \| Naja (Boulengerina) christyi [en] \| \| \| \| \| \| Naja (Boulengerina) annulata [en] \| \| \| \| |
|  | |
|  | Naja (Boulengerina) melanoleuca                                                                         |
|  | |
|  | Naja (Boulengerina) christyi [en]                                                                       |
|  | |
|  | Naja (Boulengerina) annulata [en]                                                                       |
|  | |

|  | Naja (Boulengerina) christyi [en] |
|  |                                   |
|  | Naja (Boulengerina) annulata [en] |
|  |                                   |

|  | \| \| Naja (Boulengerina) christyi [en] \| \| \| \| \| \| Naja (Boulengerina) annulata [en] \| \| \| \| |
|  | |
|  | Naja (Boulengerina) melanoleuca                                                                         |
|  | |
|  | Naja (Boulengerina) christyi [en]                                                                       |
|  | |
|  | Naja (Boulengerina) annulata [en]                                                                       |
|  | |

|  | Naja (Boulengerina) christyi [en] |
|  |                                   |
|  | Naja (Boulengerina) annulata [en] |
|  |                                   |

|  | Naja (Uraeus) haje    |
|  |                       |
|  | Naja (Uraeus) arabica |
|  |                       |

|  | Naja (Uraeus) annulifera [en] |
|  |                               |
|  | Naja (Uraeus) anchietae       |
|  |                               |

|  | Naja (Uraeus) haje    |
|  |                       |
|  | Naja (Uraeus) arabica |
|  |                       |

|  | Naja (Uraeus) annulifera [en] |
|  |                               |
|  | Naja (Uraeus) anchietae       |
|  |                               |

|  | Naja (Uraeus) haje    |
|  |                       |
|  | Naja (Uraeus) arabica |
|  |                       |

|  | Naja (Uraeus) annulifera [en] |
|  |                               |
|  | Naja (Uraeus) anchietae       |
|  |                               |

|  | Naja (Uraeus) haje    |
|  |                       |
|  | Naja (Uraeus) arabica |
|  |                       |

|  | Naja (Uraeus) annulifera [en] |
|  |                               |
|  | Naja (Uraeus) anchietae       |
|  |                               |

|  | \| \| Naja (Boulengerina) christyi [en] \| \| \| \| \| \| Naja (Boulengerina) annulata [en] \| \| \| \| |
|  | |
|  | Naja (Boulengerina) melanoleuca                                                                         |
|  | |
|  | Naja (Boulengerina) christyi [en]                                                                       |
|  | |
|  | Naja (Boulengerina) annulata [en]                                                                       |
|  | |

|  | Naja (Boulengerina) christyi [en] |
|  |                                   |
|  | Naja (Boulengerina) annulata [en] |
|  |                                   |

|  | \| \| Naja (Boulengerina) christyi [en] \| \| \| \| \| \| Naja (Boulengerina) annulata [en] \| \| \| \| |
|  | |
|  | Naja (Boulengerina) melanoleuca                                                                         |
|  | |
|  | Naja (Boulengerina) christyi [en]                                                                       |
|  | |
|  | Naja (Boulengerina) annulata [en]                                                                       |
|  | |

|  | Naja (Boulengerina) christyi [en] |
|  |                                   |
|  | Naja (Boulengerina) annulata [en] |
|  |                                   |

|  | Naja (Uraeus) haje    |
|  |                       |
|  | Naja (Uraeus) arabica |
|  |                       |

|  | Naja (Uraeus) annulifera [en] |
|  |                               |
|  | Naja (Uraeus) anchietae       |
|  |                               |

|  | Naja (Uraeus) haje    |
|  |                       |
|  | Naja (Uraeus) arabica |
|  |                       |

|  | Naja (Uraeus) annulifera [en] |
|  |                               |
|  | Naja (Uraeus) anchietae       |
|  |                               |

|  | Naja (Uraeus) haje    |
|  |                       |
|  | Naja (Uraeus) arabica |
|  |                       |

|  | Naja (Uraeus) annulifera [en] |
|  |                               |
|  | Naja (Uraeus) anchietae       |
|  |                               |

|  | Naja (Uraeus) haje    |
|  |                       |
|  | Naja (Uraeus) arabica |
|  |                       |

|  | Naja (Uraeus) annulifera [en] |
|  |                               |
|  | Naja (Uraeus) anchietae       |
|  |                               |

|  | Naja (Afronaja) pallida |
|  |                         |
|  | Naja (Afronaja) nubiae  |
|  |                         |

|  | Naja (Afronaja) ashei                                                                                |
|  | |
|  | \| \| Naja (Afronaja) mossambica [en] \| \| \| \| \| \| Naja (Afronaja) nigricincta [en] \| \| \| \| |
|  | |
|  | Naja (Afronaja) mossambica [en]                                                                      |
|  | |
|  | Naja (Afronaja) nigricincta [en]                                                                     |
|  | |

|  | Naja (Afronaja) mossambica [en]  |
|  |                                  |
|  | Naja (Afronaja) nigricincta [en] |
|  |                                  |

|  | Naja (Afronaja) ashei                                                                                |
|  | |
|  | \| \| Naja (Afronaja) mossambica [en] \| \| \| \| \| \| Naja (Afronaja) nigricincta [en] \| \| \| \| |
|  | |
|  | Naja (Afronaja) mossambica [en]                                                                      |
|  | |
|  | Naja (Afronaja) nigricincta [en]                                                                     |
|  | |

|  | Naja (Afronaja) mossambica [en]  |
|  |                                  |
|  | Naja (Afronaja) nigricincta [en] |
|  |                                  |

|  | Naja (Afronaja) ashei                                                                                |
|  | |
|  | \| \| Naja (Afronaja) mossambica [en] \| \| \| \| \| \| Naja (Afronaja) nigricincta [en] \| \| \| \| |
|  | |
|  | Naja (Afronaja) mossambica [en]                                                                      |
|  | |
|  | Naja (Afronaja) nigricincta [en]                                                                     |
|  | |

|  | Naja (Afronaja) mossambica [en]  |
|  |                                  |
|  | Naja (Afronaja) nigricincta [en] |
|  |                                  |

|  | Naja (Afronaja) ashei                                                                                |
|  | |
|  | \| \| Naja (Afronaja) mossambica [en] \| \| \| \| \| \| Naja (Afronaja) nigricincta [en] \| \| \| \| |
|  | |
|  | Naja (Afronaja) mossambica [en]                                                                      |
|  | |
|  | Naja (Afronaja) nigricincta [en]                                                                     |
|  | |

|  | Naja (Afronaja) mossambica [en]  |
|  |                                  |
|  | Naja (Afronaja) nigricincta [en] |
|  |                                  |

|  | Naja (Afronaja) pallida |
|  |                         |
|  | Naja (Afronaja) nubiae  |
|  |                         |

|  | Naja (Afronaja) ashei                                                                                |
|  | |
|  | \| \| Naja (Afronaja) mossambica [en] \| \| \| \| \| \| Naja (Afronaja) nigricincta [en] \| \| \| \| |
|  | |
|  | Naja (Afronaja) mossambica [en]                                                                      |
|  | |
|  | Naja (Afronaja) nigricincta [en]                                                                     |
|  | |

|  | Naja (Afronaja) mossambica [en]  |
|  |                                  |
|  | Naja (Afronaja) nigricincta [en] |
|  |                                  |

|  | Naja (Afronaja) ashei                                                                                |
|  | |
|  | \| \| Naja (Afronaja) mossambica [en] \| \| \| \| \| \| Naja (Afronaja) nigricincta [en] \| \| \| \| |
|  | |
|  | Naja (Afronaja) mossambica [en]                                                                      |
|  | |
|  | Naja (Afronaja) nigricincta [en]                                                                     |
|  | |

|  | Naja (Afronaja) mossambica [en]  |
|  |                                  |
|  | Naja (Afronaja) nigricincta [en] |
|  |                                  |

|  | Naja (Afronaja) ashei                                                                                |
|  | |
|  | \| \| Naja (Afronaja) mossambica [en] \| \| \| \| \| \| Naja (Afronaja) nigricincta [en] \| \| \| \| |
|  | |
|  | Naja (Afronaja) mossambica [en]                                                                      |
|  | |
|  | Naja (Afronaja) nigricincta [en]                                                                     |
|  | |

|  | Naja (Afronaja) mossambica [en]  |
|  |                                  |
|  | Naja (Afronaja) nigricincta [en] |
|  |                                  |

|  | Naja (Afronaja) ashei                                                                                |
|  | |
|  | \| \| Naja (Afronaja) mossambica [en] \| \| \| \| \| \| Naja (Afronaja) nigricincta [en] \| \| \| \| |
|  | |
|  | Naja (Afronaja) mossambica [en]                                                                      |
|  | |
|  | Naja (Afronaja) nigricincta [en]                                                                     |
|  | |

|  | Naja (Afronaja) mossambica [en]  |
|  |                                  |
|  | Naja (Afronaja) nigricincta [en] |
|  |                                  |

|  | \| \| Naja (Boulengerina) christyi [en] \| \| \| \| \| \| Naja (Boulengerina) annulata [en] \| \| \| \| |
|  | |
|  | Naja (Boulengerina) melanoleuca                                                                         |
|  | |
|  | Naja (Boulengerina) christyi [en]                                                                       |
|  | |
|  | Naja (Boulengerina) annulata [en]                                                                       |
|  | |

|  | Naja (Boulengerina) christyi [en] |
|  |                                   |
|  | Naja (Boulengerina) annulata [en] |
|  |                                   |

|  | \| \| Naja (Boulengerina) christyi [en] \| \| \| \| \| \| Naja (Boulengerina) annulata [en] \| \| \| \| |
|  | |
|  | Naja (Boulengerina) melanoleuca                                                                         |
|  | |
|  | Naja (Boulengerina) christyi [en]                                                                       |
|  | |
|  | Naja (Boulengerina) annulata [en]                                                                       |
|  | |

|  | Naja (Boulengerina) christyi [en] |
|  |                                   |
|  | Naja (Boulengerina) annulata [en] |
|  |                                   |

|  | Naja (Uraeus) haje    |
|  |                       |
|  | Naja (Uraeus) arabica |
|  |                       |

|  | Naja (Uraeus) annulifera [en] |
|  |                               |
|  | Naja (Uraeus) anchietae       |
|  |                               |

|  | Naja (Uraeus) haje    |
|  |                       |
|  | Naja (Uraeus) arabica |
|  |                       |

|  | Naja (Uraeus) annulifera [en] |
|  |                               |
|  | Naja (Uraeus) anchietae       |
|  |                               |

|  | Naja (Uraeus) haje    |
|  |                       |
|  | Naja (Uraeus) arabica |
|  |                       |

|  | Naja (Uraeus) annulifera [en] |
|  |                               |
|  | Naja (Uraeus) anchietae       |
|  |                               |

|  | Naja (Uraeus) haje    |
|  |                       |
|  | Naja (Uraeus) arabica |
|  |                       |

|  | Naja (Uraeus) annulifera [en] |
|  |                               |
|  | Naja (Uraeus) anchietae       |
|  |                               |

|  | \| \| Naja (Boulengerina) christyi [en] \| \| \| \| \| \| Naja (Boulengerina) annulata [en] \| \| \| \| |
|  | |
|  | Naja (Boulengerina) melanoleuca                                                                         |
|  | |
|  | Naja (Boulengerina) christyi [en]                                                                       |
|  | |
|  | Naja (Boulengerina) annulata [en]                                                                       |
|  | |

|  | Naja (Boulengerina) christyi [en] |
|  |                                   |
|  | Naja (Boulengerina) annulata [en] |
|  |                                   |

|  | \| \| Naja (Boulengerina) christyi [en] \| \| \| \| \| \| Naja (Boulengerina) annulata [en] \| \| \| \| |
|  | |
|  | Naja (Boulengerina) melanoleuca                                                                         |
|  | |
|  | Naja (Boulengerina) christyi [en]                                                                       |
|  | |
|  | Naja (Boulengerina) annulata [en]                                                                       |
|  | |

|  | Naja (Boulengerina) christyi [en] |
|  |                                   |
|  | Naja (Boulengerina) annulata [en] |
|  |                                   |

|  | Naja (Uraeus) haje    |
|  |                       |
|  | Naja (Uraeus) arabica |
|  |                       |

|  | Naja (Uraeus) annulifera [en] |
|  |                               |
|  | Naja (Uraeus) anchietae       |
|  |                               |

|  | Naja (Uraeus) haje    |
|  |                       |
|  | Naja (Uraeus) arabica |
|  |                       |

|  | Naja (Uraeus) annulifera [en] |
|  |                               |
|  | Naja (Uraeus) anchietae       |
|  |                               |

|  | Naja (Uraeus) haje    |
|  |                       |
|  | Naja (Uraeus) arabica |
|  |                       |

|  | Naja (Uraeus) annulifera [en] |
|  |                               |
|  | Naja (Uraeus) anchietae       |
|  |                               |

|  | Naja (Uraeus) haje    |
|  |                       |
|  | Naja (Uraeus) arabica |
|  |                       |

|  | Naja (Uraeus) annulifera [en] |
|  |                               |
|  | Naja (Uraeus) anchietae       |
|  |                               |

A população dessas cobras de São Tomé e Príncipe foi recentemente descrita como uma nova espécie, Naja peroescobari. Um estudo de 2018, baseado em um conjunto de dados de genótipos multilocus e análises morfológicas, sugere que N. melanoleuca é, na verdade, um grupo de cinco espécies distintas:
- Naja melanoleuca Hallowell, 1857 - florestas da África central: Benim, Nigéria, Camarões, República Centro-Africana, Gabão, República Democrática do Congo, República do Congo, Angola.
- Naja subfulva [en] Laurent, 1955 - florestas e savanas arborizadas no leste, sul e centro da África: Chade, Nigéria, Camarões, República Centro-Africana, República Democrática do Congo, República do Congo, Ruanda, Burundi, Uganda, Quênia, Tanzânia, Somália, Sudão do Sul, Etiópia, Moçambique, Malaui, Zâmbia, Zimbábue, África do Sul, Angola.
- Naja peroescobari Ceríaco et al. 2017 - São Tomé e Príncipe.
- Naja guineensis Broadley et al. em Wüster et al. 2018 - florestas da Alta Guiné, África Ocidental: Guiné-Bissau, Guiné, Libéria, Serra Leoa, Costa do Marfim, Gana, Togo.
- Naja savannula [en] Broadley et al. em Wüster et al. 2018 - regiões de savana da África Ocidental: Senegal, Gâmbia, Guiné, Costa do Marfim, Gana, Togo, Benim, Mali, Burkina Faso, Nigéria, Níger, Chade, Camarões.

## Descrição
A Naja melanoleuca é a maior cobra do gênero Naja na África e possivelmente a maior entre todas as espécies de cobras Naja no mundo. O comprimento médio de um adulto varia de 1,4 a 2,2 m, podendo atingir regularmente 2,7 m, com registros de até 3,2 m na natureza. Em um estudo, a massa corporal média da espécie, que não excluiu cobras juvenis, foi relatada como 509,5 g, enquanto cobras adultas maduras podem atingir pesos de 2000 a 3600 g. Machos e fêmeas atingem comprimentos semelhantes, pois não há dimorfismo sexual nessa espécie. A cabeça é grande, larga, achatada e levemente distinta do pescoço. O corpo é moderadamente espesso, achatado dorsoventralmente, com uma cauda esguia de comprimento médio. A cobra-da-floresta possui costelas cervicais longas, capazes de expandir para formar um capuz longo e em forma de cunha quando ameaçada. O ângulo entre a coroa da cabeça e a lateral, conhecido como canto, é distinto, enquanto o focinho é arredondado. Seus olhos são grandes, com pupilas redondas. Fêmeas têm cabeças maiores que os machos, embora a razão desse dimorfismo não seja clara. Um estudo mostrou que fêmeas consomem as mesmas presas que os machos, indicando que o tamanho da cabeça não reflete diferenças na dieta.

### Escamação
Como outras serpentes, N. melanoleuca possui a pele coberta por escamas. As serpentes são inteiramente revestidas por escamas ou escudos de diferentes formas e tamanhos, conhecidos como um todo como pele de serpente. As escamas protegem o corpo, auxiliam na locomoção, retêm umidade e modificam características da superfície, como rugosidade, para ajudar na camuflagem. As escamas dorsais da N. melanoleuca são lisas, brilhantes e fortemente oblíquas. A coloração dessa espécie é variável, com três principais morfos de cor. Os indivíduos de florestas ou bordas de florestas, de Serra Leoa até o oeste do Quênia e ao sul até Angola, são pretos brilhantes, com queixo, garganta e região anterior do ventre creme ou brancos, apresentando barras cruzadas e manchas pretas largas. As laterais da cabeça são marcadas com preto e branco, dando a impressão de barras verticais nos lábios. O segundo morfo, da savana da África Ocidental, é listrado em preto e amarelo, com cauda preta, cabeça marrom-amarelada no topo, lábios, queixo e garganta amarelos. O terceiro morfo, das planícies costeiras do leste da África, sul até KwaZulu-Natal, interior até Zâmbia e sul da República Democrática do Congo, é marrom ou marrom-escuro no dorso, mais claro no ventre, que é amarelo ou creme, fortemente manchado de marrom ou preto, com caudas pretas em espécimes da parte sul de sua distribuição. Espécimes melanísticos (totalmente pretos) foram documentados na África Ocidental.
Escamação da cabeça, corpo e cauda de N. melanoleuca:
- Fileiras dorsais no meio do corpo: 19–21
- Ventral: 201–214
- Subcaudais: 63–72 (pareadas)
- Escama anal: Única
- Labiais superiores: 7 (8)
- Labiais superiores em contato com o olho: 3 e 4
- Pré-oculares: 1–2
- Pós-oculares: 2–3
- Labiais inferiores: 8
- Temporais: Variáveis

### Veneno
O veneno da N. melanoleuca é uma neurotoxina pós-sináptica, e suas mordidas resultam em neurotoxicidade grave. Ernst e Zug (1996) listam um valor de 0,225 mg/kg por via subcutânea. Segundo Brown e Fry, do Australian Venom and Toxin Database, o valor de LD50 intraperitoneal em roedores da subfamília Murinae é de 0,324 mg/kg. A quantidade de veneno por mordida varia significativamente entre as fontes; uma dose máxima de 500 mg foi registrada, enquanto um projeto de extração de veneno com dois indivíduos obteve uma média de 571 mg (veneno seco) e um máximo de 1.102 mg em 59 ordenhas. Os sinais e sintomas de envenenamento incluem ptose, sonolência, paralisia dos membros, perda auditiva, incapacidade de falar, tontura, ataxia, choque, hipotensão, dor abdominal, febre, palidez e outros sintomas neurológicos e respiratórios.
A cobra-da-floresta é uma das causas menos frequentes de mordidas entre as cobras africanas, em grande parte devido a seus hábitos florestais, mas uma mordida dessa espécie deve ser tratada com extrema seriedade, pois é a quarta espécie de Naja mais venenosa. Os sintomas são semelhantes aos da Naja haje. A experiência clínica com essa espécie é limitada, com poucos casos de mordidas registrados. Mortes por insuficiência respiratória devido à neurotoxicidade grave foram relatadas, mas a maioria das vítimas sobrevive se o soro antiofídico for administrado rapidamente após o aparecimento dos sinais de envenenamento. Casos raros de recuperação espontânea sem antiveneno específico foram observados; no entanto, negligenciar o uso de antiveneno aumenta o risco de morbidade e mortalidade graves. Se acuada ou agitada, a cobra pode atacar rapidamente, injetando grande quantidade de veneno, o que pode levar a um desfecho fatal. A taxa de mortalidade de uma mordida não tratada não é exatamente conhecida, mas acredita-se ser alta. A cobra-da-floresta não cospe ou pulveriza seu veneno.
Dois casos na Libéria apresentaram sintomas neurológicos graves, incluindo ptose, náusea, vômito, taquicardia e dificuldade respiratória. Uma criança em Gana morreu em 20 minutos após ser mordida por uma serpente suspeita de ser dessa espécie.

## Distribuição e habitat
Naja melanoleuca ocorre principalmente na África central. A espécie foi registrada em Benim, Nigéria, Guiné Equatorial, Camarões, Gabão, República do Congo, República Democrática do Congo, República Centro-Africana e norte de Angola.

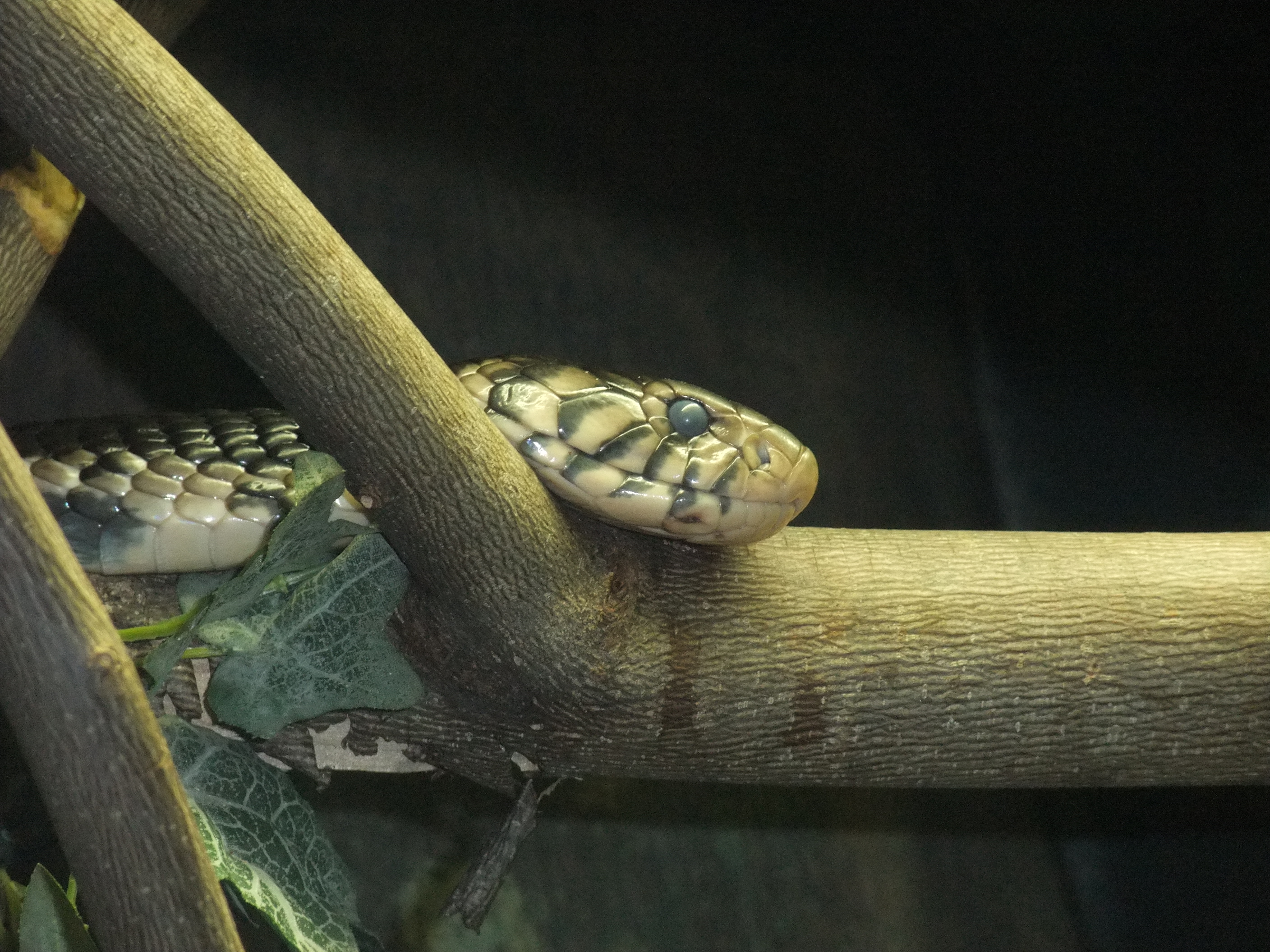
Naja melanoleuca repousando; espécie geralmente reclusa, evita confrontos quando não provocada.

É uma serpente de florestas ou bosques, sendo a única cobra africana que vive em florestas altas. Bem adaptada a diversos ambientes, o habitat depende da região de sua distribuição na África. Nas regiões do sul da África, é encontrada em savanas e pastagens, mas também em áreas rochosas fragmentadas. Ocorre principalmente nas regiões de florestas tropicais e subtropicais da África Ocidental e Central. Também habita manguezais na África Ocidental. A forma listrada da África Ocidental vive em savanas e pastagens, geralmente ao longo de riachos, e em áreas bem vegetadas, especialmente florestas ribeirinhas, até a latitude 14 N. Seu habitat preferido inclui florestas de baixa altitude e savanas úmidas, onde favorece matagais costeiros. É altamente adaptável e pode se deslocar para áreas mais secas se necessário. No oeste do Quênia, foi encontrada em amplas áreas de pastagens. Em Uganda, as populações estão quase sempre próximas à água. A fase de coloração marrom ocorre em florestas costeiras e de alta altitude, bosques, matagais e pastagens (por exemplo, Nyanga, Zimbábue). Devido a seus hábitos discretos e preferência por viver em buracos, persiste em áreas habitadas, sendo comum em cidades da África central, mesmo após a remoção da vegetação. Também é encontrada em plantações de frutas, vivendo nas árvores. Ocorre em uma ampla faixa de altitude, do nível do mar até montanhas florestadas a 2.800 m acima do nível do mar.

## Comportamento

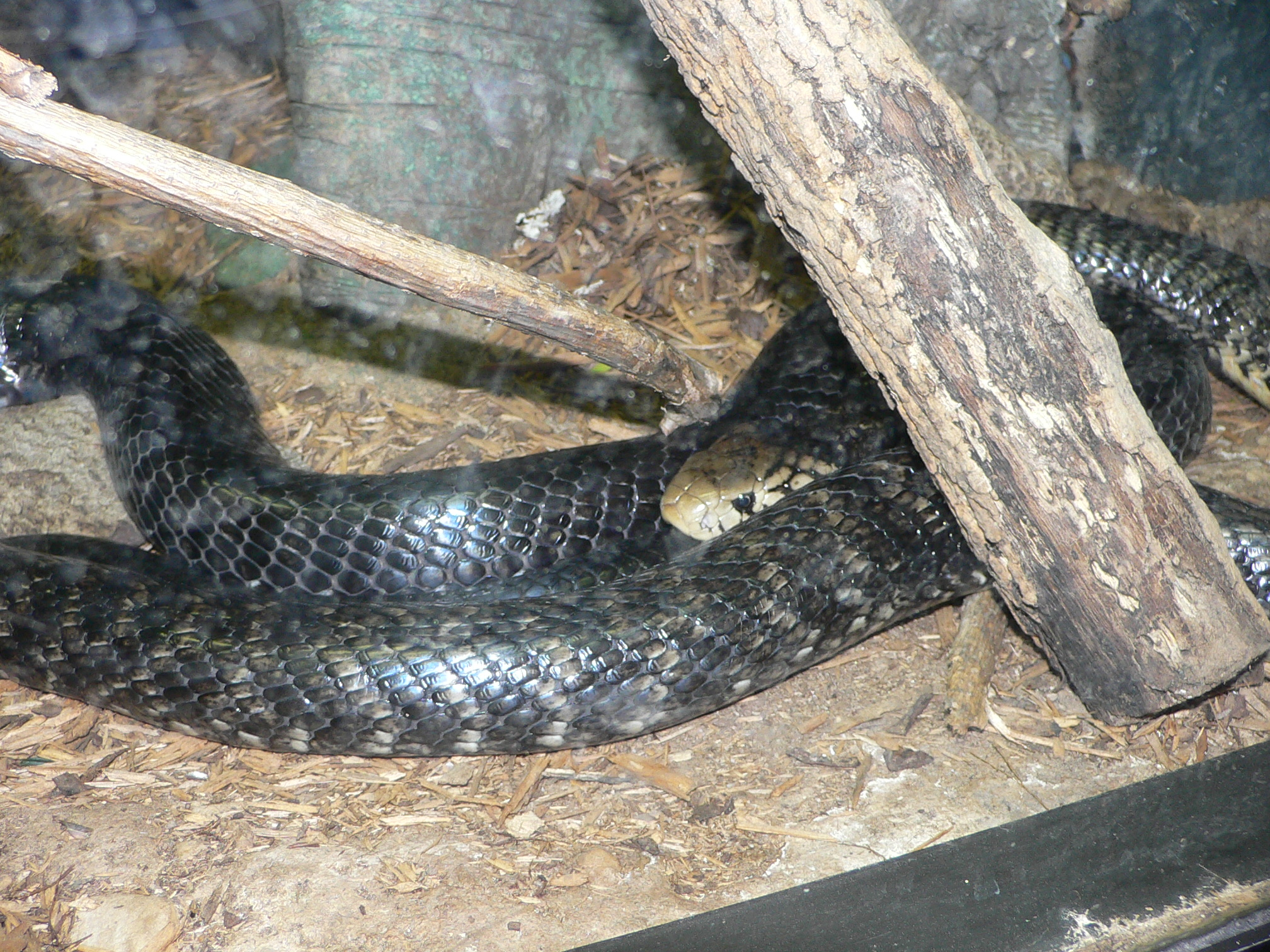
Cobra no Zoológico da Filadélfia, EUA.

A cobra-da-floresta é uma espécie ágil e diurna que escala bem e é uma das mais aquáticas entre as cobras do gênero Naja. É terrestre, mas uma escaladora rápida e graciosa, conhecida por subir em árvores a alturas de 10 m ou mais. É rápida e alerta. Nada bem e frequentemente se aventura na água; em algumas áreas, sua dieta principal é composta por peixes, sendo considerada semi-aquática. Embora seja ativa principalmente durante o dia (diurna) em áreas desabitadas, pode ser ativa à noite (noturna) em áreas urbanas. Quando não está ativa, busca abrigo em buracos, pilhas de arbustos, troncos ocos, entre raízes ou em fendas rochosas, ou em montes de cupins abandonados na borda ou clareiras de florestas. Em certas áreas, esconde-se ao longo de margens de rios, em sistemas de raízes suspensas ou buracos de pássaros, e em áreas urbanas, pode se abrigar em pilhas de entulho ou construções abandonadas. Quando agitada, ergue-se a uma altura considerável e expande um capuz longo e estreito. Pode atacar rapidamente, a uma distância significativa, e, se acuada ou provocada, avança e tenta morder com determinação. É uma espécie alerta e ágil. Alguns especialistas consideram-na uma das serpentes africanas mais perigosas em cativeiro, pois muitos espécimes são descritos como particularmente agressivos quando manipulados. Essa espécie não cospe seu veneno.

### Dieta
A cobra-da-floresta se alimenta de uma ampla variedade de presas, incluindo anfíbios, peixes, outras serpentes, lagartos-monitores e outros lagartos, ovos de aves, roedores e outros pequenos mamíferos. Foi registrada na captura de peixes da subfamília Oxudercinae [en] e, na África Ocidental, um espécime alimentou-se do roedor Crocidura olivieri [en], um insetívoro com um odor tão forte que a maioria das serpentes não o tocaria.

### Reprodução

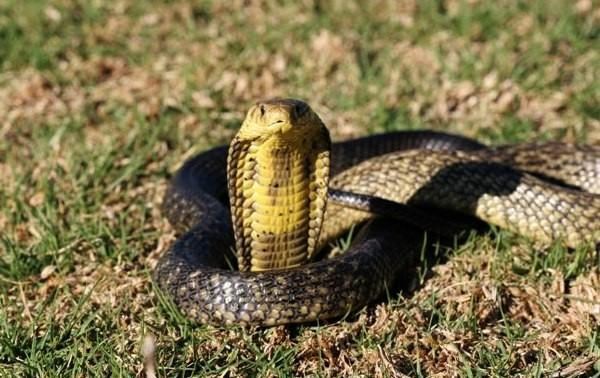
Uma cobra-da-floresta jovem.

Essa é uma espécie ovípara. No verão, as fêmeas põem entre 11 e 26 ovos brancos e lisos, cada um com cerca de 3 a 6 cm. Os ovos ficam grudados em um amontoado. São depositados em árvores ocas, montes de cupins, buracos no solo ou ninhos construídos pelas fêmeas. Antes do acasalamento, um par realiza uma "dança", erguendo as cabeças a 30 cm ou mais do solo e movendo-se para frente e para trás. Isso pode durar uma hora antes do acasalamento, quando o macho pressiona sua cloaca contra a da fêmea. As fêmeas podem vigiar o ninho e ficam irritáveis e agressivas durante o período de reprodução. Uma fêmea pode atacar sem provocação, com consequências potencialmente fatais para transeuntes se o ninho estiver próximo a um caminho. Os filhotes nascem completamente independentes, geralmente com 22 a 25 cm de comprimento, embora algumas fontes indiquem que podem medir até 47 cm. O período de incubação varia de 55 a 70 dias (ou mais de 80 dias em um estudo em cativeiro) a temperaturas de 27–30 °C. Essas serpentes têm uma longa expectativa de vida. Um espécime em cativeiro viveu por 28 anos, o recorde para a serpente venenosa mais longeva em cativeiro, mas outro no Zoológico de Melbourne, Austrália, completou 35 anos em 1 de setembro de 2014.